# جوشقان (اسفراین)
جوشقان روستایی از توابع بخش مرکزی شهرستان اسفراین در استان خراسان شمالی ایران است.
در سال ۸۳۳ حافظ ابرو که خود احتمالاً از منطقه اسفراین گذر کرده برای ولایت اسفراین ۲۶ قریه ذکر کرده که روستای جوشقان با نام «قریه جشقان» درکناره قریه کوشکک ذکر شده‌است

## جمعیت
این روستا در دهستان آذری قرار دارد و براساس سرشماری مرکز آمار ایران در سال ۱۳۹۵، جمعیت آن ۱٬۳۲۲ نفر (۴۰۱خانوار) بوده‌است.

## تاریخچه
یاقوت حموی در معجم البلدان می‌نویسد: «جوشقان قصبه‌ای است از اسفراین و آنقدر نزدیک شهر است که می‌توان آن را یکی از محلات شهر شمرد. سکنه جوشقان را کوشکان می‌نامند»
همچنین اعتمادالسلطنه در کتاب مرات البلدان می‌نویسد: «جوشقان قلعه‌ای است قدیمی در اسفراین {میان‌آباد }، نزدیک به شهر کهنه اسفراین {شهر بلقیس کنونی }و در سمت مغربی شهر واقع است، جای پانزده جفت گاو، آب آن از رودخانه، ۳۵ خانوار سکنه دارد»

## محصولات عمده زراعی روستا

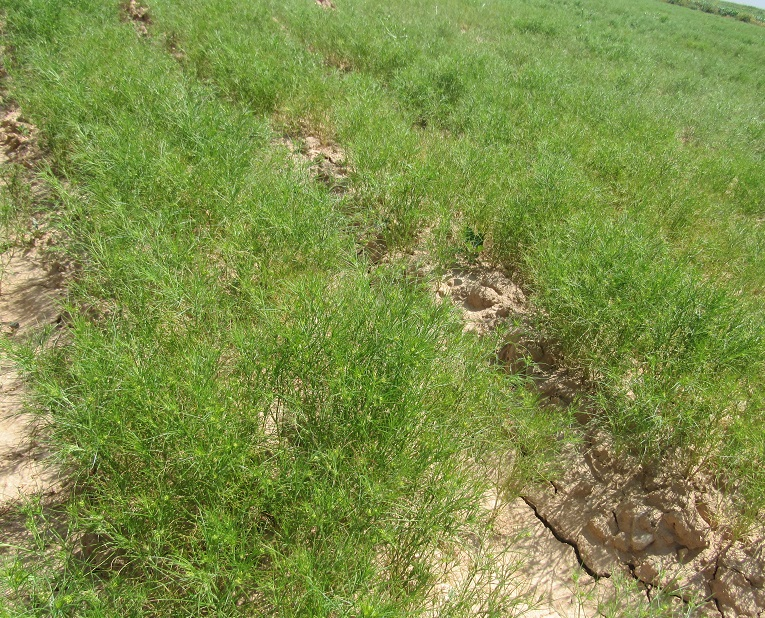
زیره از محصولات زراعی روستای جوشقان

## مردم و زبان
جوشقان یکی از مناطق کردنشین خراسان است که مردمش به زبان کردی از شاخه زبان‌های ایرانی شمال غربی سخن می‌گویند.

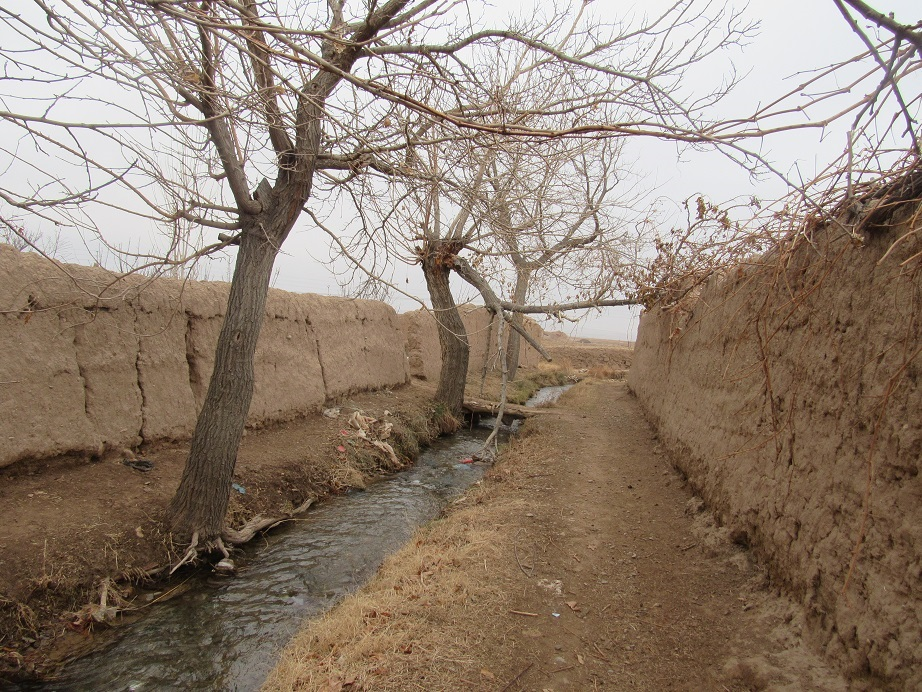
کوچه قدیمی روستای جوشقان اسفراین

## جاذبه‌های تاریخی و باستانی
- شهر بلقیس
- کهنه رباط در فاصله ۲۰۰ متری شمال شرقی روستای جوشقان با شماره ۲۳۱۸۵ با نام کهنه رباط در فهرست آثار ملی به ثبت رسیده‌است. این بنا با توجه به نوع معماری، تزئینات و مصالح به کار رفته در آن و نوع پلان احتمالاً متعلق به دوره ایلخانی- تیموری است. با توجه به اینکه بنا در فاصله بسیار نزدیکی از محدوده شهر تاریخی اسفراین قرار گرفته به نظر می‌رسد این بنا جز وابسته ای از این شهر بوده‌است. این رباط به عنوان مجموعه ای از رباط‌هایی است که در مسیر جاده تاریخی گرگان به نیشابور قرار گرفته‌است. این مسیر تاریخی با رباط‌هایی مانند رباط قره بیل، عشق، قلّی، راونیز و … قابل شناسایی می‌باشد.

رباط شهر تاریخی اسفراین بنایی به ابعاد ۵۰*۷۸ متر با پلان مستطیل شکل و از نوع حیاط دار است که دیوارهای بنا با توجه به ضخامتشان در گروه دیوارهای باربر پیوسته قرار می‌گیرند. در سطح زمین تنها بخش‌هایی از این بنا قابل رویت می‌باشد ولی پلان کلی این رباط را می‌توان یک پلان و طرح چهار ایوانه دانست که با مصالح قلوه سنگ‌های رودخانه ای به همراه ملات گچ و در بخش‌هایی از گل ساخته شده‌است. ورودی بنا از بخش جنوبی آن است که پس از عبور از سردر وارد حیاط رباط شده و رواق‌هایی در بیرون و داخل رباط برای اتراق کاروانیان تعبیه شده‌است. بخش شمالی و داخلی احتمالاً سرپوشیده بوده که به عنوان بخش اصلی نشیمن به عنوان اتاق‌های شاه نشین و اتاق‌های عمده و اصلی رباط در این بخش بوده‌است.
از نظر سبک معماری، نوع مصالح، ابعاد و اندازه و همچین قدمت بنای رباط شهر تاریخی اسفراین مشابه رباط قربیل می‌باشد که منزلگاه سوم به سمت گرگان بوده و در حال حاضر کمتر دچار آسیب شده‌است.

### اقامتگاه بومگردی
از مهمترین شاخصه‌های این روستا نسبت به روستاهای دیگر اقامتگاه بومگری ثنا بلقیس می‌باشد این بومگردی توسط آقای ثنایی و همسرش در این روستا احداث گردیده‌است.

## گفتاوردها
یاقوت الحموی:
«جوشقان قصبه‌ای است از اسفراین و آنقدر نزدیک شهر است که می‌توان آن را یکی از محلات شهر شمرد. سکنه جوشقان را کوشکان می‌نامند»

## نگارخانه

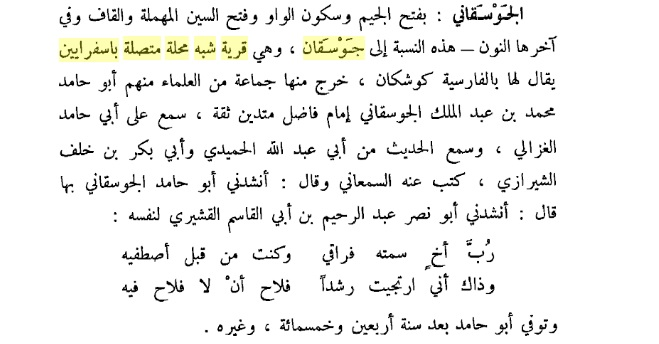
جوسقان در کتاب الباب فی تهذیب الانساب
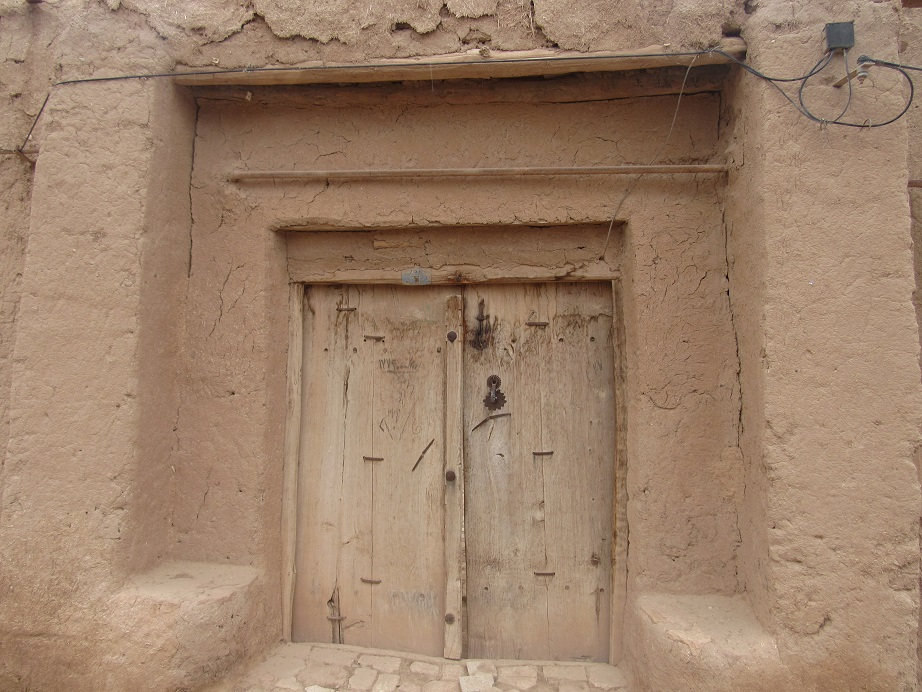
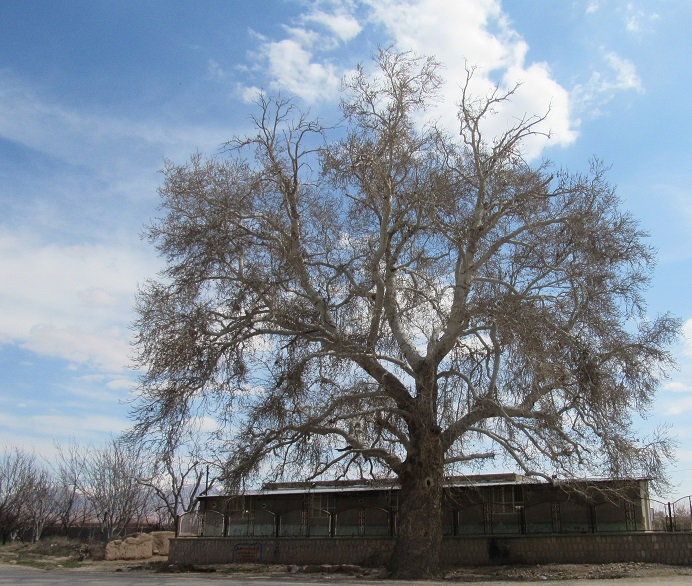
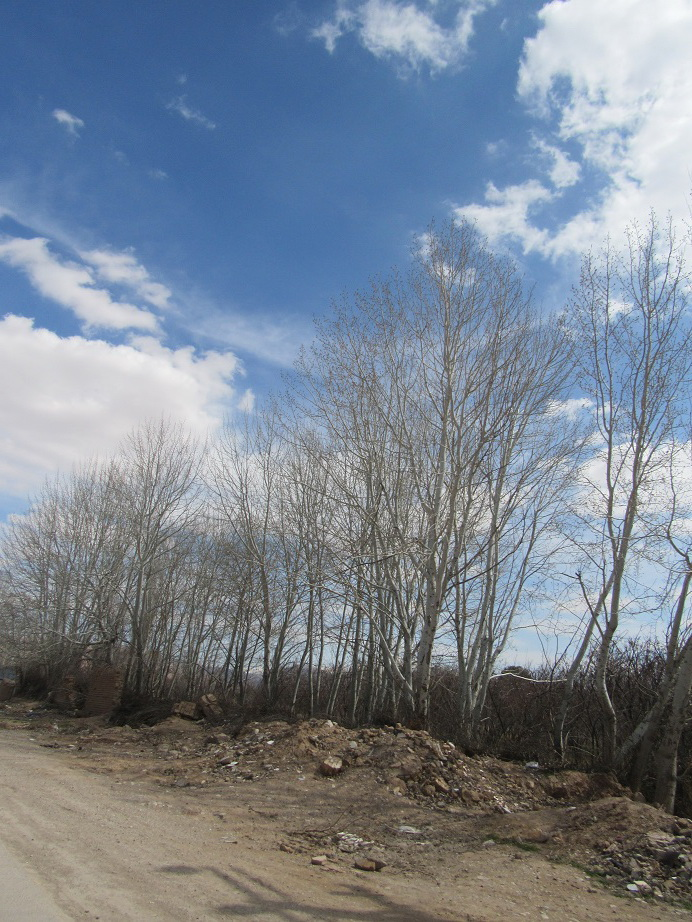
درختان سپیدار روستای جوشقان اسفراین
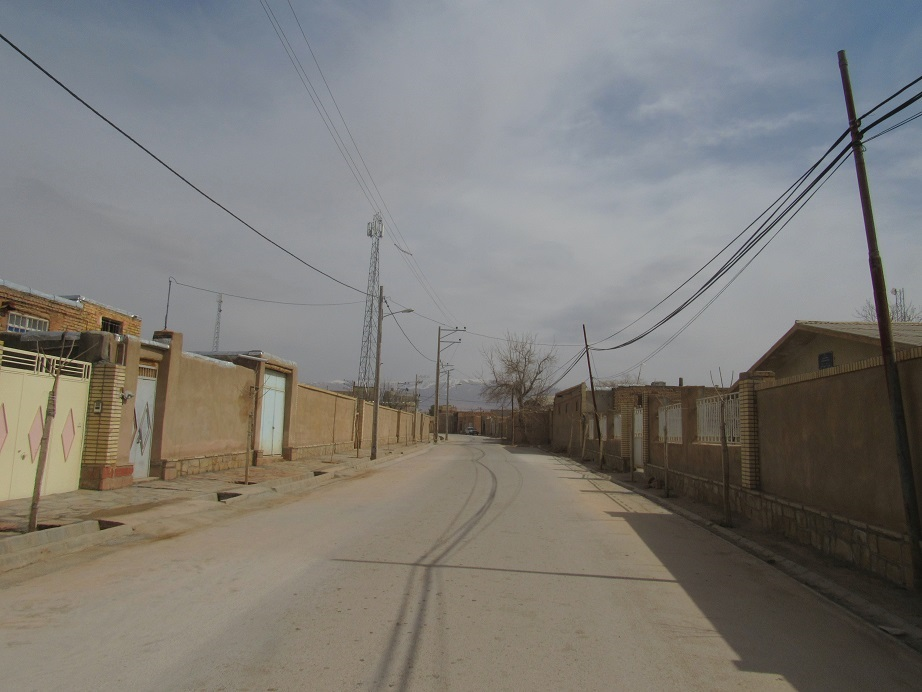
دورنمای روستای جوشقان اسفراین